# Cantó de Villé
El cantó de Villé (alsacià Kanton Willer) és una antiga divisió administrativa francesa que estava situada al departament del Baix Rin i a la regió del Gran Est.
Al 2015 va desaparèixer i el seu territori va passar a formar part del cantó de Mutzig.

## Composició
El cantó de Villé aplegava 18 comunes :
| Nom alsacià  | Nom francès        | Nom alemany      |
| (*)          | Bassemberg         | Bassemberg       |
| Braitnöi     | Breitenau          | Breitenau        |
| Braitebàch   | Breitenbach        | Breitenbach      |
| Dawiller     | Thanvillé          | Thannweiler      |
| Diefebach    | Dieffenbach-au-Val | Dieffenbach      |
| Erlebàch     | Albé               | Erlenbach        |
| Grit         | Neubois            | Gereuth          |
| Grüeb        | Fouchy             | Grube            |
| Lààch        | Lalaye             | Laach            |
| Maisegott    | Maisonsgoutte      | Meisengott       |
| Neikírich    | Neuve-Église       | Neukirch         |
| Peeterschulz | Saint-Pierre-Bois  | Sankt Petersholz |
| Salmàrter    | Saint-Martin       | Sankt Martin     |
| (*)          | Saint-Maurice      | Sankt Moritz     |
| Stai         | Steige             | Steige           |
| Triembàch    | Triembach-au-Val   | Triembach        |
| Urwais       | Urbeis             | Urbeis           |
| Willer       | Villé              | Weiler           |

## Història
| Data d'elecció | Identitat       | Partit    | Qualitat |
| -------------- | --------------- | --------- | -------- |
| 1973-1992      | Jean-Marie Caro | UDF-CDS   |          |
| 1992-1998      | René Haag       | DVD       |          |
| 1998           | René Haag       | DVD i UMP |          |